# 五十嵐涼亮
五十嵐 涼亮（いがらし りょうすけ、1993年6月9日 - ）は、栃木県出身の、日本の柔道家、総合格闘家。柔道時代の階級は90kg級。身長177cm。組み手は左組み。得意技は内股。

## 経歴
柔道は4歳の時に専心館芝崎道場で始めた。小学校5年の時には全国小学生学年別柔道大会45kg超級で5位になった。6年の時には決勝トーナメント1回戦で敗れた。国士舘中学へ進むと、2年の時には近代柔道杯で2位になった。3年の時は全国中学校柔道大会の団体戦で3位だったが、マルちゃん杯では優勝した。
国士舘高校1年の時に、それまで個人戦での実績はなかったものの、ジュニア合宿に参加するようになってから力を付けていったことが認められて世界カデ90kg級代表に選ばれた。その決勝ではベルギーのトマ・ニキフォロフを内股で破るなどオール一本勝ちで優勝を飾った。全国高校選手権の団体戦でも優勝した。2年の時には金鷲旗で優勝した。シンガポールで初開催されたユースオリンピックでは日本選手団全体の主将に選ばれると、90kg級決勝でニキフォロフを内股の有効で破って優勝を果たした。なお、ユースオリンピックがあったためにインターハイ団体戦には出場しなかったが、チームは優勝して高校団体3冠(全国高校選手権、金鷲旗、インターハイ)を達成した。3年の時には金鷲旗でチームの優勝に大きく貢献すると、インターハイ団体戦でも優勝を飾った。
2012年には国士舘大学に進んだ。しかしながら怪我の影響もあり以前ほどの活躍はできず、その後総合格闘技へ転進することとなった。山本"KID"徳郁が主宰するKRAZY BEEの所属となると、2015年にはマーシャルワールドジャパンカップのミドル級で優勝した。2016年にはパンクラスのディファ有明大会にウェルター級で出場するも1回戦で敗れた。

## 戦績

### 柔道
- 2004年 -　全国小学生学年別柔道大会　5位(45kg超級)
- 2008年 -　近代柔道杯　2位
- 2008年 -　全国中学校柔道大会　団体戦　3位
- 2008年 -　マルちゃん杯　優勝
- 2009年 -　世界カデ　優勝(90kg級)
- 2010年 -　全国高校選手権　団体戦　優勝
- 2010年 -　金鷲旗 優勝
- 2010年 -　ユースオリンピック　優勝(90kg級)
- 2011年 -　金鷲旗 優勝
- 2011年 -　インターハイ　団体戦　優勝

(出典、JudoInside.com)。

### プロ総合格闘技
| 総合格闘技 戦績 | 総合格闘技 戦績 | 総合格闘技 戦績 | 総合格闘技 戦績 | 総合格闘技 戦績 | 総合格闘技 戦績 | 総合格闘技 戦績 |
| --------------- | --------------- | --------------- | --------------- | --------------- | --------------- | --------------- |
| 1 試合          | (T)KO           | 一本            | 判定            | その他          | 引き分け        | 無効試合        |
| 0 勝            | 0               | 0               | 0               | 0               | 0               | 0               |
| 1 敗            | 1               | 0               | 0               | 0               | 0               | 0               |

| 勝敗 | 対戦相手 | 試合結果              | 大会名                                                               | 開催年月日    |
| ×    | 阿部大治 | 1R 0:24 TKO（パンチ） | PANCRASE 277 【第22回ネオブラッド・トーナメント ウェルター級 1回戦】 | 2016年4月24日 |